# Морено, Хоан Антони
Хоан Антони Морено (исп. Joan Antoni Moreno; род. 4 апреля 2000, Польенса, Балеарские Острова) — испанский гребец на каноэ, бронзовый призёр летних Олимпийских игр 2024 года, двукратный чемпион мира и двукратный чемпион Европы. Участник летних Олимпийских 2024 года.

## Карьера
В 2021 году на чемпионате Европы в Познани Хоан в каноэ-одиночке на дистанции 200 метров завоевал золотую медаль. В 2022 году на чемпионате мира в Галифаксе в составе испанской четвёрки стал чемпионом мира.
В 2022 году на чемпионате Европы в Мюнхене, в олимпийской дисциплине, в каноэ-двойках на дистанции 500 метров стал чемпионом Европы.
В 2023 году, на чемпионате мира в Дуйсбурге, испанец завоевал ещё один титул чемпиона мира в четвёрках и выиграл серебряную медаль на дистанции 200 метров в каноэ-одиночках.
На летних Олимпийских играх 2024 года в Париже испанец завоевал бронзовую медаль в каноэ-двойках на дистанции 500 метров. Его партнёром был Диего Домингес.